# Cruriraja poeyi
Cruriraja poeyi (лат.) — вид скатов рода Cruriraja отряда скатообразных. Обитают в центрально-западной части Атлантического океана. Встречаются на глубине до 870 м. Их крупные, уплощённые грудные плавники образуют округлый диск с треугольным вытянутым рылом. Максимальная зарегистрированная длина 32,8 см. Откладывают яйца. Не являются объектом целевого промысла. 

## Таксономия
Впервые новый вид был научно описан в 1948 году. Видовой эпитет происходит от географического места обитания. Голотип представляет собой самку длиной 32,8 см и диском шириной 20,8 см, пойманную у берегов Кубы (22°48′ с. ш. 78°50′ з. д.) на глубине 384 м.

## Ареал
Эти донные скаты обитают у берегов США (Флорида), Багамских островов, Мексики и Кубы. Встречаются на глубине от 366 до 870 м.

## Описание
Широкие и плоские грудные плавники этих скатов образуют диск в виде ромба с треугольным рылом и закруглёнными краями. На вентральной стороне диска расположены 5 жаберных щелей, ноздри и рот. Хвост длинный и тонкий. Дорсальная поверхность диска окрашена в бледно-коричневый цвет и покрыта многочисленными круглыми пятнышками. Вентральная поверхность тёмно-коричневая. Шипы в затылочной области отсутствуют. Максимальная зарегистрированная длина 34 см.

## Биология
Эти скаты откладывают яйца, заключённые в твёрдую роговую капсулу с выступами по углам. Эмбрионы питаются исключительно желтком. Самцы достигают половой зрелости при длине 32 см.    

## Взаимодействие с человеком
Эти скаты не являются объектом целевого лова. Могут попадаться в качестве прилова при донном тралении. Данных для оценки Международным союзом охраны природы охранного статуса вида недостаточно.